# Ituverava
Ituverava est une ville brésilienne située au nord de l'État de São Paulo. Sa population était de 38 699 habitants en 2010. Situé à environ 608 mètres d'altitude et est à environ 475 km de la ville de São Paulo. En 2000, l'IDH (Indice de développement humain) a été estimée à 0.893 en établissant la onzième place dans le classement brésilien du développement humain.

## Économie
L'économie de la ville est basée essentiellement sur l'agriculture. Dernièrement il a reçu différentes entreprises variées spécialisations. En 2008, Ituverava a été choisie comme ville du Brésil avec plus de possibilité de recevoir la multinationale allemande DVA qui a installé sa première succursale au Brésil. De nombreux entrepreneurs se sont concentrées sur la ville grâce à sa localisation stratégique dans l'État de São Paulo.
Entre 2007 et 2008 le commerce a augmenté de 11,7 % dans la zone qui comprend les diverses industries et entreprises. Sa croissance a été tellement importante que supérieurs à ceux des grandes villes comme Florianópolis, Santa Catarina, Macapá, Amapá et João Pessoa, Paraíba. En outre, Ituverava est située dans la région la plus active au Brésil.